# Китайская Республика на летних Олимпийских играх 1964
Китайская Республика, в реальности представляющая лишь остров Тайвань, принимала участие в Летних Олимпийских играх 1964 года в Токио (Япония) в шестой раз за свою историю, но не завоевала ни одной медали. В знак протеста против узурпации Тайванем названия «Китай» Китайская народная республика бойкотировала эти игры.
Тайваньские спортсмены приняли участие в соревнованиях по стрельбе, лёгкой атлетике, велогонкам (индивидуальный и командный зачёт), боксу, гимнастике, дзюдо и тяжёлой атлетике. 

## Результаты соревнований

### Стрельба
Мужчины
| Соревнование                       | Спортсмены   | Финал     | Финал |
| Соревнование                       | Спортсмены   | Результат | Место |
| ---------------------------------- | ------------ | --------- | ----- |
| скорострельный пистолет, 25 метров | Ма Чжэньшань | 482       | 53    |